# Estación de Alcolea de Córdoba
Alcolea de Córdoba es una estación ferroviaria situada en la barriada de Alcolea, dentro del municipio español de Córdoba, en la provincia homónima. Cuenta con servicios de viajeros de Media Distancia. Las instalaciones cumplen también funciones logísticas.

## Situación ferroviaria
La estación se encuentra en el punto kilométrico 430,3 de la línea férrea de ancho ibérico Alcázar de San Juan-Cádiz, entre las estaciones de Los Cansinos y Campus Universitario de Rabanales. El tramo es de vía única y está electrificado.

## Historia
La estación fue abierta al tráfico el 15 de septiembre de 1866 con la puesta en marcha del tramo Vilches-Córdoba de la línea que pretendía unir Manzanares con Córdoba. La obtención de la concesión de dicha línea por parte de la compañía MZA fue de gran importancia para ella dado que permitía su expansión hacia el sur tras lograr enlazar con Madrid los otros dos destinos que hacían honor a su nombre (Zaragoza y Alicante). En 1941, tras la nacionalización de los ferrocarriles de ancho ibérico, las instalaciones pasaron a formar parte de la recién creada RENFE.
Desde enero de 2005 Renfe Operadora explota la línea mientras que Adif es la titular de las instalaciones ferroviarias.
El 29 de octubre de 2018, tras una serie de reformas previas, la estación pasó a formar parte de la línea 75 de Media Distancia, que conecta la barriada con el centro de la ciudad y el Campus Universitario de Rabanales, entre otros lugares. A pesar de cubrir un servicio de cercanías, el servicio está catalogado como Media Distancia ya que la ciudad carece de red de Cercanías.